# Cantó de Melhan
El cantó de Melhan és un cantó francès del departament d'Òlt i Garona, situat al districte de Marmanda. Té 8 municipis i el cap és Melhan.

## Municipis
- Cocumont
- Coturas sus Garona
- Gaujac
- Jusix
- Marcellus
- Melhan
- Montpolhan
- Sent Sauvador dau Lisòs

## Història
| Data d'elecció                           | Identitat       | Partit | Qualitat |
| ---------------------------------------- | --------------- | ------ | -------- |
| 1973-1992                                | André Vigneau   | PCF    |          |
| 1992-1998                                | Henri Lafargue  | UDF    |          |
| 1998-2008                                | Jean Fenouillet | PS     |          |
| 2008-                                    | Régine Povéda   | PS     |          |
| les dades anteriors no són pas conegudes |                 |        |          |
|                                          |                 |        |          |

## Demografia
| 1962  | 1968  | 1975  | 1982  | 1990  | 1999  | 2006  |
| ----- | ----- | ----- | ----- | ----- | ----- | ----- |
| 4.938 | 5.155 | 4.800 | 4.872 | 4.656 | 4.458 | 4.713 |